# Équipe cycliste Al Marakeb
L'équipe cycliste Al Marakeb est une équipe cycliste émiratie ayant le statut d'équipe continentale. 

## Histoire de l'équipe
L'équipe est créée le 28 mai 2015 avec un statut d'équipe continentale et une licence marocaine. Depuis 2016, elle est basée à Oumm al Qaïwaïn et court sous nationalité émiratie.

## Principales victoires
- Critérium international de Blida : Nassim Saidi (2016)

## Classements UCI
Depuis sa création, l'équipe participe aux circuits continentaux et principalement à des épreuves de l'UCI Africa Tour. Les tableaux ci-dessous présentent les classements de l'équipe sur les différents circuits, ainsi que son meilleur coureur au classement individuel.
UCI Africa Tour
| Saison | Classement par équipes | Meilleur coureur au classement individuel |
| ------ | ---------------------- | ----------------------------------------- |
| 2015   | 8e                     | Tarik Chaoufi (51e)                       |
| 2016   | 9e                     | Reda Aadel (56e)                          |

## Al Marakeb en 2016[3]

### Effectif
| Cycliste | Date de naissance | Nationalité | Équipe 2015 |
| -------- | ----------------- | ----------- | ----------- |

### Victoires
| Date | Course | Pays | Classe | Vainqueur |
| ---- | ------ | ---- | ------ | --------- |